# Ctenidium squarrifolium
Ctenidium squarrifolium là một loài Rêu trong họ Hypnaceae. Loài này được (Müll. Hal. ex Broth.) Broth. mô tả khoa học đầu tiên năm 1908.